# Elymnias phaios
Elymnias phaios är en fjärilsart som beskrevs av Hans Fruhstorfer 1907. Elymnias phaios ingår i släktet Elymnias och familjen praktfjärilar. Inga underarter finns listade i Catalogue of Life.